# Cerro Rivadavia
El cerro Rivadavia (en inglés: Mount Wickham) es una elevación de 627 m s. n. m. que conforma (junto con el Cerro Alberdi - la mayor elevación de las islas -) las cumbres principales de las Alturas Rivadavia en el centro norte de la isla Soledad, en las Islas Malvinas. Al sur del cerro, tiene sus nacientes el río Fitz Roy. El nombre en español proviene de Bernardino Rivadavia, político argentino.